# Mecia Simson
Mecia Simone Simson (Plymouth, 29 de desembre de 1989) és una model i actriu anglesa. Es va revelar el 2009 durant la 5a sèrie de Britain's Next Top Model. Més tard, després de diversos rols menors, va interpretar la bruixa elf Francesca Findabair a la sèrie Netflix The Witcher d'ençà de la segona temporada (2021–).

## Filmografia
| Any             | Títol                    | Rol                       | Notes                        |
| --------------- | ------------------------ | ------------------------- | ---------------------------- |
| 2009            | Britain's Next Top Model | Ella mateixa – Guanyadora | Sèrie 5                      |
| 2014            | Model Turned Superstar   | Ella mateixa – Finalista  |                              |
| 2015            | The Hunt                 | Laura                     | Minisèrie                    |
| 2015            | He Who Has It All        | Mel                       | Curtmetratge                 |
| 2020            | Brave New World          | Alpha Woman One           | Episodi: "Firefall"          |
| 2021–actualitat | The Witcher              | Francesca Findabair       | Rol principal (temporada 2–) |
| 2022            | My Sad, Angry Man        | Dr Idida                  | Curtmetratge                 |